# Kościół Chrystusa Króla w Lubanowie
Kościół Chrystusa Króla w Lubanowie – rzymskokatolicki kościół parafialny zlokalizowany we wsi Lubanowo w gminie Banie, w powiecie gryfińskim (województwo zachodniopomorskie).

## Historia i architektura
Kościół został wzniesiony w połowie XIII wieku przez templariuszy z Rurki, do których należała wieś Lubanowo. Jest budowlą salową na planie prostokąta o wymiarach 26,3 × 9,5 m, murowaną z regularnie ociosanych bloków kamiennych. Kryty jest dachem dwuspadowym, w zachodniej części nad nawę nasadzona jest drewniana wieża. Wieżę nakrywa dach namiotowy, zwieńczony metalowym krzyżem. Prezbiterium zamknięte jest prostą ścianą. Szczyt elewacji zachodniej zdobiony jest trzema ostrołukowymi blendami, z których środkowa jest wyższa od pozostałych. W dolnej części elewacji zachodniej znajduje się trójuskokowy portal wejściowy. Drugi trójuskokowy portal, otynkowany, umieszczony jest w elewacji południowej. W elewacji wschodniej znajdują się trzy zamknięte półokrągło okna, z których środkowe zostało zamurowane, boczne zaś są poszerzone. Szczyt powyżej nich ozdobiony jest trzema ostrołukowymi blendami. W elewacjach bocznych znajdują się po cztery okna, wszystkie poszerzone.
W południowo-wschodnim narożniku świątyni, w 1. i 5. warstwie nad cokołem, znajdują się obrobione ciosy kamienne z murarskim symbolem szachownicy. Po ich wschodniej stronie widoczne jest zamurowane wąskie okienko późnogotyckie, prawdopodobnie tzw. hagioskop (okno chorych) lub piscina. Wnętrze świątyni nakryte jest drewnianym stropem belkowym. Zachował się XVIII-wieczny ołtarz główny oraz XIX-wieczna empora organowa. Na wieży kościelnej umieszczony jest dzwon z 1697 roku.
W XVIII wieku kościół został przebudowany. Uszkodzony podczas II wojny światowej, został po naprawie rekonsekrowany jako świątynia katolicka w dniu 30 października 1948 roku przez księdza Tadeusza Jańczaka SDB.
Do kościoła przylega teren dawnego cmentarza, otoczony kamiennym murem z zamurowaną bramą od strony południowej. Znajduje się na nim pomnik ku czci mieszkańców wsi poległych w I wojnie światowej, obecnie pełniący rolę postumentu figury Chrystusa.